# B (vistlipの曲)
「B」（ビー）は、vistlipの9枚目のシングル。2012年7月4日発売。発売元はマーベラスAQL。

## 解説
8thシングル「Recipe」から約3ヵ月ぶりのリリース。
「偽善MASTER[Re:birth]」、「B」のインスト「PERFECT CRIME」のインスト付きの豪華ブックレット盤、「B」のvideo clip付き「visiter」と「Little Fabre」付きの「lipper」の3タイプ発売となる。「lipper」は通常盤扱いとなっており、「lipper」が通常盤扱いになるのは6thシングル「Hameln」以来である。
表題「B」はテレビ朝日系『見逃しチャンネル』のエンディングテーマ、および愛媛朝日テレビ『Love Chu! Chu!』の7月度エンディングテーマに使用された。

## 収録曲

### 豪華ブックレット盤
CD
1. B
  - 作詞: 智、作曲: 瑠伊、編曲: vistlip
2. PERFECT CRIME 
  - 作詞: 智、作曲: Tohya、編曲: vistlip
3. 偽善MASTER[Re:birth]
  - 作詞: 智、作曲: Yuh、編曲: vistlip
4. B(inst)
5. PERFECT CRIME(inst)

### lipper
CD
1. B
2. PERFECT CRIME

DVD
1. 「B」 VIDEO CLIP収録

### 通常盤
1. B
2. PERFECT CRIME
3. Little Fabre
  - 作詞: 智、作曲: 瑠伊、編曲: vistlip